# Manoncourt-en-Vermois
Manoncourt-en-Vermois – miejscowość i gmina we Francji, w regionie Grand Est, w departamencie Meurthe i Mozela.
Według danych na rok 1990 gminę zamieszkiwało 248 osób, a gęstość zaludnienia wynosiła 37 osób/km² (wśród 2335 gmin Lotaryngii Manoncourt-en-Vermois plasuje się na 799. miejscu pod względem liczby ludności, natomiast pod względem powierzchni na miejscu 859.).

## Populacja

Populacja Manoncourt-en-Vermois w latach 1962–2008